# Чарлс Хенри Хауел
Чарлс Хенри Хауел (енгл. Charles Henry Howell, 1824 ― 22. јун 1905) је био главни архитекта психијатријске болнице у Енглеској током већег дела викторијанског доба и партнер архитектонске фирме Хауел и Брукс.

## Каријера
Рођен је 1824. године. Пројектовао је азил у Бродгејту, близу Беверлија (1868—1871), Молсфорду, близу Волингфорда (1868—1870. и 1877), Бруквуду, близу Вокинга (1862—1867), Кејн Хилу близу Колсдона (1883) и Мидлсброу (1893—1898).
Био је консултант архитекта Комисије за психијатријску болницу и геометар јавних зграда за округ Сари од 1860. до 1893. године.
Између 1886. и 1897. је био проценитељ седам великих конкурса за пројектовање азила, када су изабрани углавном пројекти истих аутора што је изазвало сумње да су нове идеје биле занемарене.
Пројектовао је Христову цркву у Шамли Грину, Сари (1864), цркву Светог Лоренса у Сил Чарту, Кенту (1867–68), брдо Светог Леонарда у Виндзору (1875), Рибсден, близу Багшота (1876) и зграду округа Сари. Био је члан Краљевског института британских архитеката. Преминуо је 22. јуна 1905. у Линвуду.